# Teresa Cristina (cantora)
Teresa Cristina Macedo Gomes (Rio de Janeiro, 28 de fevereiro de 1968) é uma cantora e compositora brasileira. Seu estilo musical é MPB e Samba.

## Biografia
Teresa afirma ter entrado em contato com o trabalho de Candeia com 7 ou 8 anos de idade através do pai, mas achava a sonoridade ultrapassada, seu interesse musical era basicamente música estrangeira, tais como Donna Summer, Barry White, Van Halen e Iron Maiden, aos 25 anos, um amigo da faculdade emprestou-lhe um disco do Candeia passou a ter uma outra opinião sobre o trabalho do compositor.
Depois de se apresentar no projeto A Cria, em 1995, no Planetário da Gávea, foi convidada por Chacal a integrar o Projeto CEP 20.000. Depois apresentou-se na Casa da Mãe Joana, levada por Wilson Moreira.
Em 1998 começou a cantar no Bar Semente, na Lapa, tornando-se uma das responsáveis pela revitalização musical do bairro. O bar acabou batizando a banda que passou a acompanhá-la desde então. A partir daí, suas apresentações levam o nome de Teresa Cristina e Grupo Semente. O cavaquinista do grupo é João Callado, neto do escritor Antonio Callado e filho da atriz Tessy Callado.
Em 2012, lançou um álbum com canções do repertório de Roberto Carlos com a banda Os Outros.
Em 2016 lançou Teresa Cristina Canta Cartola e em 2018, Teresa Cristina canta Noel.
Em 2020, incentivando o distanciamento social devido ao COVID-19, Teresa Cristina começou a fazer transmissões ao vivo online, no Instagram Life, com a presença de outros músicos cantando e tocando sambas e canções da música popular brasileira, na maioria à capela. Os eventos geralmente são centrados em um intérprete ou compositor, cujas músicas de trabalho são tocadas durante o evento. Alguns dos homenageados por Teresa Cristina foram Zeca Pagodinho, Zé Keti, Arlindo Cruz, Geraldo Pereira, Chico Buarque. Teresa também traz, num clima intimista, discussões sobre política, família e relacionamentos.
Foi premiada pela Associação Paulista de Críticos de Arte como a artista do ano de 2020. Em março de 2021, passou a apresentar o Botequim da Teresa no portal UOL.
Foi uma das atrações musicais da cerimônia de entrega do Prêmio Sim à Igualdade Racial 2023, ao lado de BK', MC Soffia, Linn da Quebrada, Kaê Guajajara e Liniker.
No dia 31 de dezembro de 2023, Teresa encerrou o ano se apresentando na festa de réveillon pública na Praia de Copacabana, Rio de Janeiro. Entre os artistas que se apresentaram neste dia estavam também Ludmilla, Luísa Sonza, Jorge Aragão e Gloria Groove.

Em dezembro de 2024, passou a apresentar a noa versão do Samba na Gamboa na TV Brasil, anteriormente apresentado por Diogo Nogueira.

## Discografia
2002
- Argemiro do Patrocínio Selo Phonomotor/EMI
- O samba é minha nobreza Biscoito Fino
- A música de Paulinho da Viola, vols.1 e 2 Deck Disc

2003
- Tira Poeira  Biscoito Fino

2004
- Surica  Fina Flor/Rob Digital
- A vida me fez assim  Deck Disc

2005
- O mundo é meu lugar  Deck Disc

2007
- Delicada  EMI

2010
- Melhor Assim (Ao Vivo) EMI

2011
- Cantar - Grandes Sucessos EMI

2016
- Teresa Cristina Canta Cartola Nonesuch Records

2018
- Teresa Cristina Canta Noel Uns Produções / Altafonte

Participações
2003
- Um ser de luz - Saudação a Clara Nunes vols. 1 e 2

2004
- Sabe lá o que é isso?

2005
- Estação Lapa

2006
- Dança de Salão Vol.1

2007
- Estação Lapa - Vol.2
- Samba Novo

2012
- Teresa Cristina + Os Outros = Roberto Carlos

## Premiações
- Estandarte de Ouro

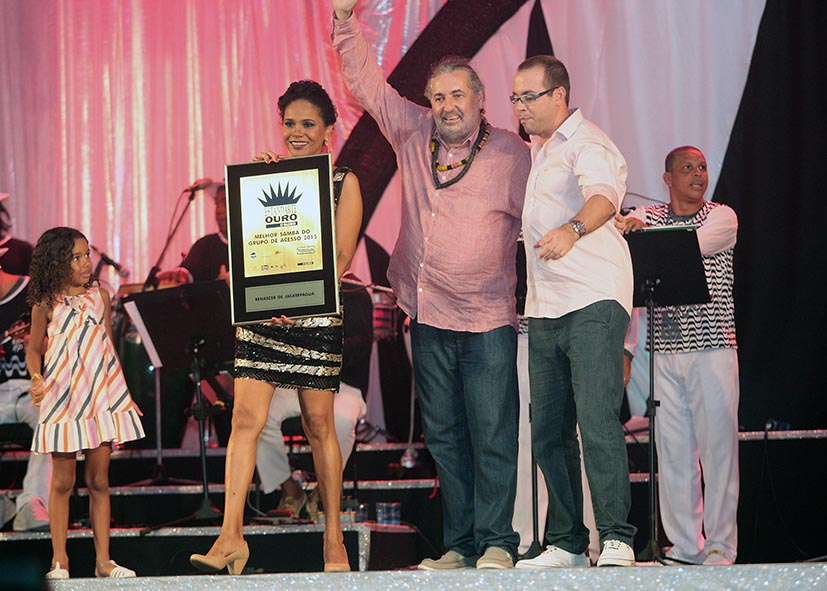
Teresa Cristina, Moacyr Luz e Cláudio Russo recebem o Estandarte de Ouro de melhor samba-enredo pela obra da Renascer.

1. 2015 - Melhor samba-enredo (Renascer - "Candeia! Manifesto ao Povo em Forma de Arte!") [13]

- Estrela do Carnaval

1. 2015 - Melhor samba-enredo (Renascer - "Candeia! Manifesto ao Povo em Forma de Arte!") [14]

- Gato de Prata

1. 2015 - Melhor samba-enredo (Renascer - "Candeia! Manifesto ao Povo em Forma de Arte!") [15]

- Prêmio SRzd

1. 2015 - Melhor samba-enredo (Renascer - "Candeia! Manifesto ao Povo em Forma de Arte!") [16]

- Prêmio Ziriguidum

1. 2015 - Melhor samba-enredo (Renascer - "Candeia! Manifesto ao Povo em Forma de Arte!") [17]

- Troféu Jorge Lafond

1. 2015 - Melhor samba-enredo (Renascer - "Candeia! Manifesto ao Povo em Forma de Arte!") [18][19]